# Andrei Iwanowitsch Krasnow
Andrei Iwanowitsch Krasnow (russisch Андрей Иванович Краснов; bei der FIS nach englischer Transkription Andrey Krasnov; * 14. Juni 1994) ist ein russischer Skilangläufer.

## Werdegang
Krasnow startete im November 2013 Werschina Tjoi erstmals im Eastern-Europe-Cup und belegte dabei den 103. Platz über 15 km Freistil, den 95. Rang im Sprint und den 71. Platz über 10 km klassisch. Im November 2015 erreichte er mit Platz sechs im Sprint in Werschina Tjoi seine erste Top-Zehn-Platzierung im Eastern-Europe-Cup. Zu Beginn der Saison 2016/17 kam er in Werschina Tjoi mit Platz zwei im Sprint erstmals beim Eastern-Europe-Cup aufs Podest. Es folgte im Sprint in Syktywkar sein erster Sieg und zum Saisonende der 12. Platz in der Gesamtwertung des Eastern-Europe-Cups. Im Februar 2017 wurde er in Syktywkar russischer U23-Meister im Sprint. Nach Platz drei im Sprint beim Eastern-Europe-Cup in Werschina Tjoi zu Beginn der Saison 2017/18, debütierte er im Januar 2018 in Dresden im Skilanglauf-Weltcup. Dabei holte er mit dem achten Platz im Sprint seine ersten Weltcuppunkte. Zudem wurde er dort zusammen mit Gleb Retiwych Dritter im Teamsprint. In der Saison 2019/20 siegte er zweimal im Eastern Europe Cup und belegte damit den sechsten Platz in der Gesamtwertung. Zudem wurde er beim Weltcup in Dresden erneut zusammen mit Gleb Retiwych Dritter im Teamsprint.

## Siege bei Continental-Cup-Rennen
| Nr. | Datum            | Ort            | Disziplin        | Serie              |
| --- | ---------------- | -------------- | ---------------- | ------------------ |
| 1.  | 26. Februar 2017 | Syktywkar      | Sprint Freistil  | Eastern Europe Cup |
| 2.  | 2. Dezember 2019 | Werschina Tjoi | Sprint Freistil  | Eastern Europe Cup |
| 3.  | 27. Februar 2020 | Kononowskaja   | Sprint klassisch | Eastern Europe Cup |
| 4.  | 22. Januar 2021  | Krasnogorsk    | Sprint Freistil  | Eastern Europe Cup |
| 5.  | 7. Februar 2021  | Krasnogorsk    | Sprint Freistil  | Eastern Europe Cup |
| 6.  | 11. Februar 2021 | Almaty         | Sprint klassisch | Eastern Europe Cup |